# Histoire des Liao
L'Histoire des Liao ou Liao shi (chinois traditionnel : 遼史 ; chinois simplifié : 辽史 ; pinyin : liáo shǐ) est une historiographie de la Chine médiévale. Comme son nom l'indique, l'ouvrage traite de la période de la dynastie Liao (907-1125). Il est l'œuvre de l'historien Toktogha (ᠲᠣᠭᠲᠠᠭᠠ), également auteur de l'Histoire des Song et de l'Histoire des Jin. Il a été finalisé en 1344. Comportant 116 volumes, il fait partie des Vingt-Quatre Histoires.